# (5283) Pyrrhus
(5283) Pyrrhus ist ein Asteroid aus der Gruppe der Jupiter-Trojaner. Damit werden Asteroiden bezeichnet, die auf den Lagrange-Punkten auf der Bahn des Jupiter um die Sonne laufen.
(5283) Pyrrhus wurde am 31. Januar 1989 von der US-amerikanischen Astronomin Carolyn Shoemaker am Palomar-Observatorium entdeckt. Er ist dem Lagrangepunkt L4 zugeordnet.
Der Asteroid ist nach der mythologischen Figur des Neoptolemos benannt, dem Sohn des Achilles, der auf Grund seiner Haarfarbe in der Aeneis Pyrrhos genannt wird. Er kämpfte nach dem Tod seines Vaters im Trojanischen Krieg und erschlug Priamos, den König von Troja.